# Cicceide
La Cicceide, anche nota con la variante di Cicceide legitima, è una raccolta di 410 sonetti di stampo burlesco ed erotico scritta dall'abate e giurista Giovanni Francesco Lazzarelli alla fine del XVII secolo.

## Struttura
Sul più antico esempio dell'Eneide, che narra l'epopea di Enea, così come sulla scorta della più vicina e affine Murtoleide, che il Marino compose per sbeffeggiare Gaspare Murtola, anche quest'opera prende il nome dal protagonista dei sonetti, Don Ciccio, di cui è narrata sotto forma di parodia l'intera storia - dal concepimento fino alla morte - e che viene sempre irriverentemente definito, per tutta la raccolta, un «coglione».
Compresa fra gli emblemi della letteratura lirico-satirica seicentesca, la Cicceide è divisa in due parti, Le Testicolate e Le Sghignazzate, rispettivamente di 330 e di 80 sonetti. Nonostante la censura, derivatale dall'esser stata posta all'Indice, fu più volte ristampata nel corso del Settecento e riscosse ampio successo, tanto che Goethe scrisse un lungo articolo sulla parodia di Don Ciccio, collocandolo, fra gli esempi di letteratura italiana trattati, accanto alle recensioni delle opere di Dante e di Manzoni.
(Marziale, citato da G.F. Lazzarelli, «A chi legge», in Cicceide legitima)

## Edizioni "alla macchia"
La prima edizione, che presentava un luogo di stampa di mera fantasia, "Cosmopoli", ma probabilmente edita a Venezia, uscì senza il consenso dell'autore tra il 1687 e il 1688. Tale datazione ruota attorno a due lettere di Francesco Redi: nella prima, destinata allo stesso Lazzarelli, il medico aretino dichiarava di aver letto e apprezzato la Cicceide, mentre nella seconda, oltre a definire l'opera una «bella cosa, ma bella bene», riferiva esser stata stampata «alla macchia». È comunque certa la pubblicazione anteriormente al 29 maggio 1690, perché in quella data fu emanato il decreto con il quale il Vaticano inserì l'opera fra i libri compresi nell'Index librorum prohibitorum.
A tal riguardo, nelle edizioni successive, che comparvero con l'aggiunta nel titolo di "legitima", Lazzarelli spiegava che la satira era circolata manoscritta fra i suoi amici e pubblicata da qualcuno di essi senza sua autorizzazione e senza le dovute correzioni, tanto che sarebbe stato lui stesso a richiedere un formale divieto ecclesiastico.
Anche le successive furono pubblicate con luogo di edizione fittizio, per evitare d'incorrere nella censura: la seconda edizione, uscita tra il 1691 e il 1692, benché fosse stata stampata in Italia risultava di Parigi, mentre la terza edizione, che viene considerata migliore e più completa delle precedenti, uscì con i tipi di Hertz di Venezia (in un arco temporale compreso tra il 1692 e i primi anni del XVIII secolo), ma senza nessuna indicazione editoriale sul frontespizio.
A parte alcune modifiche stilistiche, le differenze sostanziali tra l'edizione di "Cosmopoli" e le successive sono rappresentate dal raggruppamento dei sonetti sotto il nome di Le Testicolate (a formare una prima parte), dall'introduzione di una seconda parte, Le Sghignazzate (presente dalla terza edizione), e dall'abbreviazione della specificazione «coglione» tramite la stampa della sola iniziale «C» seguìta dai puntini di sospensione (ad eccezione dell'ultimo sonetto dell'opera in cui, viceversa, viene esplicitata).

## Trama

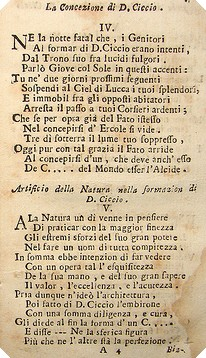
Il concepimento di Don Ciccio

La storia è ambientata a Macerata, dove l'autore fu uditore di rota.
Tutti i sonetti che la compongono sono incentrati sulla derisione di don Ciccio, la cui vera identità corrisponde a quella di Bonaventura Arrighini, originario di Lucca e collega del Lazzarelli presso il predetto tribunale.
Secondo una tradizione raccolta dal Metastasio, l'origine della discordia fra i due giureconsulti deriverebbe da una battuta fatta dall'Arrighini al termine di una causa: apostrofato da questi come coglione, Lazzarelli, indispettitosi, una volta giunto a casa avrebbe composto il primo sonetto, declamandolo poi pubblicamente per farsi beffe dell'avversario, in tal modo innescando una lunga querelle, caratterizzata da una serie di botta e risposta a suon di sonetti, che si sarebbe interrotta solamente quando gli amici di Don Ciccio lo avrebbero consigliato di desistere, data la superiorità intellettuale dell'abate eugubino.
Nella Cicceide, l'autore attaccava fin dal giorno del concepimento Don Ciccio, che nascerà settembrino nel maggio del 1632, come precisato nei versi contenuti nel nono e nel decimo sonetto. Del pari, fin dalla nascita, ne furono ben congegnate le fattezze, tanto che nel sonetto VI Lazzarelli poetava: «Poscia l'ingegno, a l'opera rivolto, / Sopra del Cul gli collocò la faccia, / E gli pose i Testicoli sul volto». Ma l'attenzione venne rivolta anche alle successive fasi, che accompagnavano la crescita del protagonista, quali quelle del battesimo (cui è dedicato il XIII sonetto) e della cresima ("descritta", invece, nel XIV sonetto). Proprio l'ilarità della quale sono stati intessuti questi due aspetti sacri determinò il ricordato bando vaticano. Il protagonista inoltre, sulla strada per la maturità, non mancherà di prendersi le malattie più idonee, secondo l'architettura data dal Lazzarelli all'opera, al raggiungimento del fine satirico. Così, se nel sonetto XXXVIII il protagonista verrà travagliato dal mal francese (...Muove a pietà si se giovani, e Vecchi / Però che non v'è stil, legge, o ragioni / Ond'io possa capir, che'l C... pecchi / E che poi si puniscano i C...), poco dopo, nel sonetto quarantunesimo, Don Ciccio avrà contratto la rogna (...In somma in lui tal cosa è singolare / Che le Piattole sol di lor natura / Soglion a pari suoi dar da grattare.)
Tra i sonetti più lascivi dell'opera vanno segnalati il XXVIII e il LX. Se il primo di questi, in cui il protagonista si rammaricava per non essere oggetto del desiderio delle donne, Lazzarelli scriveva «...Poiché le Donne, intente a quel solazzo / Ch'eccita in lor l'istinto naturale, / Non guardano a' C... guardano al C...», dove la seconda iniziale in rima con solazzo è, con tutta evidenza, l'abbreviazione di cazzo, la chiusa del secondo è la seguente: «Ch'io non t'ho già nel Cul, come supponi / Ma t'ho ben presso al Cul circa tre dita, / Che quello è proprio il sito de' C…». La Cicceide, infatti, è tutta strutturata in rima, talvolta baciata, molto più spesso alternata.